# Mali Ločnik
Mali Ločnik je naselje v Občini Velike Lašče.